# Szymon Rusinowicz
Szymon Rusinowicz (ur. 6 września 1930 w Orlej, zm. 13 września 2003 w Warszawie) – polski sztangista, mistrz i rekordzista Polski, medalista mistrzostw Europy, występujący w kategorii 56 kg i 60 kg.
Był zawodnikiem CWKS Warszawa, a od 1958 LZS Mazura Karczew. Jego największym sukcesem w karierze był brązowy medal mistrzostw Europy w 1957 w trójboju, w kategorii 56 kg, wynikiem 290 kg (90 kg+87,5 kg+112,5 kg). W tej samej kategorii wagowej na mistrzostwach świata w 1955 zajął 13 m. wynikiem 267,5 kg, a na mistrzostwach Europy w 1955 8 m. wynikiem 267,5 kg.
Pierwszy medal na mistrzostwach Polski zdobył w 1953, zajmując trzecie miejsce w kategorii 60 kg. W 1954 i 1955 został wicemistrzem Polski w kategorii 56 kg. W 1956 zdobył tytuł mistrza Polski w kategorii 60 kg, w tej samej kategorii w 1957, 1958 i 1959 wywalczył wicemistrzostwo Polski. Był także trzykrotnym rekordzistą Polski seniorów.